# Mikko Lindström
Mikko Viljami Lindström (12 de agosto de 1976) es conocido por ser el guitarrista de la banda finlandesa HIM, hasta la conclusión de dicha banda en diciembre de 2017. Lindström es normalmente llamado por su apodo, «Linde» o «Lily Lazer». Es la mano derecha de Ville Valo, vocalista de HIM, incluso éste ha llegado a decir que Linde es su hermano. Se hizo rastas en el año 2000, por ello HIM ha dicho en varias ocasiones: "Cuando empezamos, estabamos en contra del movimiento Rastafari, pero ahora por culpa del cabello de Lily deberíamos apoyarlo".
En 2001 desarrolló un proyecto al que llamó "Daniel Lioneye & the Rollers" junto a Migé Amour y Ville Valo. Él era el vocalista, cosa que es extraño puesto que era el miembro de HIM que menos hablaba, sin embargo fue Valo quien dio las entrevistas de la banda. Grabaron un único disco y fueron vistos en un máximo de 5 conciertos. Daniel Lioneye es un proyecto que Linde sigue liderando.

## Biografía
Lindström nació cerca de Nurmijärvi, Finlandia, y durante su infancia, su padre (Olli) trabajó como ingeniero y su madre Riitta como una azafata en Finnair , la aerolínea nacional. Linde también tiene un hermano menor llamado Jude, que nació cuatro años después de él. Linde era un chico introvertido notable solo por su melena rubia y gafas, desarrolló una pasión por la música a una edad temprana. Su padre siempre ha sido un ávido fanático de la música y sobre todo porque ama a Elvis Presley . La primera guitarra de Lindström fue una acústica Landola pequeña, para Navidad cuando tenía 10 años. 
Se le permitió no hacer el servicio militar finlandés debido a que fue declarado como "demente, incapaz para la guerra". Al cuestionar a Valo sobre la veracidad de esto, él simplemente respondió que las autoridades lo siguen revisando. 
Él y el tecladista Burton son los únicos exmiembros de HIM que no tienen un heartagram tatuado. Linde también tiene una hija llamada Olivia, nacida el 6 de marzo de 2003, con su exesposa, Mariam "Maná" Jäntti. Cuando ella nació Linde debía estar en el Top of the Pops, pero en esa ocasión Valo cantó y tocó una Gibson Flying V.
Lindström se comprometió con Toni Marie Iommi (hija del guitarrista de Black Sabbath, Tony Iommi) el 12 de agosto de 2010. Linde actualmente es parte del supergrupo WhoCares que está conformado por Ian Gillan de Deep Purple y Tony Iommi de Black Sabbath, a quienes se les unió el bajista Jason Newsted, el tecladista Jon Lord y el baterista de Iron Maiden Nicko McBrain.
Linde está asociado principalmente a la SG blanca o roja con golpeador negro, pues Linde ha tenido una elección de guitarras no demasiado extensa. Tanto en vivo como en estudio suele utilizar guitarras Gibson SG Special. También usa Gibson Flying V, Gretsch Country Gentelman y Gibson Sheryl Crown como guitarra acústica. Linde tiene una amplia elección para uso personal, incluyendo otras Gibson, Ibanez, Jackson, guitarras de siete cuerdas y de doble mástil.
Estas guitarras suenan normalmente a través de amplificadores y cabezales Laney y en ocasiones Marshall.

## Daniel Lioneye
Daniel Lioneye se formó en 2001 como un proyecto paralelo de Lindström. Su álbum debut, The King of Rock'n Roll, fue lanzado en septiembre del 2001 y contó con la participación de los miembros de HIM Migé y Ville Valo en el bajo y batería respectivamente,Ike en los efectos de sonido y Hiili Hilesmaa en los teclados. El sencillo de "The King of Rock'n Roll" es la canción de opening de la serie de televisión Viva La Bam.

## Flat Earth
Linde forma parte de la banda Flat Earth junto a otro exmiembro de HIM, el baterista Mika Karppinen (Gas Lipstick).